# 1952年ヘルシンキオリンピックのブラジル選手団
1952年ヘルシンキオリンピックのブラジル選手団（1952ねんヘルシンキオリンピックのブラジルせんしゅだん）は、1952年7月19日から8月3日にかけてフィンランドの首都ヘルシンキで開催された1952年ヘルシンキオリンピックのブラジル選手団、およびその競技結果。

## 概要
今大会は金メダル1個、銅メダル2個の合計3個のメダルを獲得した。
陸上競技では、アデマール・ダ・シルバが男子三段跳で金メダルを獲得した。ブラジル選手団が陸上競技で金メダルを獲得したのは初めて。
競泳競技では、テツオ・オカモトが男子1500m自由形で銅メダルを獲得した。ブラジル選手団が競泳競技でメダルを獲得したのは初めて。

## メダル
| メダル | 選手名                   | 競技 | 種目            |
| ------ | ------------------------ | ---- | --------------- |
| 金     | アデマール・ダ・シルバ   | 陸上 | 男子三段跳      |
| 銅     | ジョゼ・ダ・コンセイソン | 陸上 | 男子走高跳      |
| 銅     | テツオ・オカモト         | 競泳 | 男子1500m自由形 |